# Hotel Slon
Hotel Slon je hotel v Ljubljani, stoji na vogalu Slovenske ceste in Čopove ulice.

## Zgodovina
Gostinska dejavnost na sedanji lokaciji hotela Slon je bila znana že v 18. stoletju. Enako velja za poimenovanje "Pri slonu" (nemško Beim Elefanten) pa tudi "Pri Mokarju", po lastniku Francetu Rodetu, po domače Mokarju. Hotel je dobil ime po prvem slonu, ki ga je s seboj v Ljubljano pripeljal avstrijski vojvoda Maksimilijan II., ko se je tukaj ustavil na poti iz Španije.
Iz načrta Ljubljane iz leta 1754 je na lokaciji današnjega hotela že narisana hiša, sicer obrnjena na Čopovo ulico, v kateri naj bil leta 1765 že deloval hotel. Stavbo je kupil Ferdinand Mrvec. Naslednji lastnik je bila Jera Malič, za njo pa gostilničar Josip Savinšek, ki je ostal kot gospodar do leta 1822. Nato je bil hotel prodan. Josip Zalar je kot lastnik dal med letoma 1856 in 1858 hotel tudi dozidati. Leta 1876 je postal lastnik Anton Gnezda, po njegovi smrti pa vdova Josipina. Ta ga je v začetku 20. stoletja prodala.
V hotelu so bile od leta 1853 parne kopeli, v pritličju je bila od leta 1860 kavarna. V hotelu Slon je imela do leta 1863 prostore tudi Narodna čitalnica.

## Današnja hotelska zgradba
Današnjo hotelsko zgradbo so zgradili leta 1937 po načrtu arhitekta Stanka Rohrmanna. Lastnik je bil do leta 1947 Anton Koritnik, nakar je bilo še istega leta ustanovljeno podjetje Hotel Slon. Jeseni 1964 je bila prenovljena kavarna. Nove prenove so bile izvedene leta 1986 po načrtih Mihe Furlana. Leta 1998 pa so pričeli z obsežnejšo obnovo (leta 2000 Art klub, slaščičarska delavnica, istrska restavracija, leta 2001 delikatesa, nova zajtrkovalnica, leta 2003 slaščičarna, konferenčna dvorana, kavarna). Danes ima hotel 174 sob, hotel ima štiri zvezdice.
Hotel Slon je že 20 let član hotelske verige Best Western, največje hotelske verige na svetu. 